# Cristonia biloba
Cristonia es un género monotípico de plantas con flores  perteneciente a la familia Fabaceae. Su única especie: Cristonia biloba, es originaria de Australia.

## Descripción
Es un arbusto esbelto y erecto, que alcanza un tamaño de 0.3-0.7 m de altura. Las flores de color amarillo-marrón, se producen en junio-agosto en suelos arenosos o arcillosos, de grava, laterita, granito, dolerita, entre los afloramientos y rocas, en pendientes y valles de Australia Occidental.

## Taxonomía
Cristonia biloba fue descrita por (Benth.) J.H.Ross y publicado en Muelleria 15: 11. 2001.
Sinonimia
- Bossiaea biloba Benth.
- Templetonia biloba (Benth.) Polhill[4]